# دون كيلي (لاعب كرة قاعدة)
دون كيلي (بالإنجليزية: Don Kelly)‏ هو لاعب كرة قاعدة أمريكي، ولد في 15 فبراير 1980 في بتلر في الولايات المتحدة.

## وصلات خارجية
- دون كيلي على موقع دوري كرة القاعدة الرئيسي (الإنجليزية)
- دون كيلي على موقعبيزبول رفرنس.كوم (الدوري الرئيسي) (الإنجليزية)
- دون كيلي على موقعبيزبول رفرنس.كوم (الدوري الثانوي) (الإنجليزية)
- دون كيلي على موقع إي إس بي إن.كوم (أم.أل.بي) (الإنجليزية)
- دون كيلي على موقع مشجعي الرسوم البيانية (الإنجليزية)